# Lion Heart
Pour la chanson tirée de l'album, voir Lion Heart (chanson).
Pour les articles homonymes, voir Lionheart.
Albums de Girls' Generation
The Best
(2014) Holiday Night
(2017)
Singles
1. Party
Sortie : 7 juillet 2015
2. Lion Heart
Sortie : 18 août 2015
3. You Think
Sortie : 19 août 2015

Lion Heart est le cinquième album studio coréen du girl group sud-coréen Girls' Generation. Il est sorti le 19 août 2015 sous SM Entertainment.

## Promotion
Lion Heart est composé de 12 titres. L'album est sorti en ligne en deux parties: la première partie avec six titres, dont le titre-phare Lion Heart, le 18 août et l'autre partie de six titres, avec le second titre-phare, You Think, le 19 août 2015,. L'album est précédé par la sortie du premier single officiel, Party, le 7 juillet 2015.

## Liste des titres
| No  | Titre                         | Auteur                                         | Producteur(s)                                                                          | Durée |
| --- | ----------------------------- | ---------------------------------------------- | -------------------------------------------------------------------------------------- | ----- |
| 1.  | Lion Heart                    | Jam Factory, Joy Factory                       | Sean Alexander, Darren 'Baby Dee Beats' Smith, Claudia Brant                           | 3:44  |
| 2.  | You Think                     | Brandon Sammons (Massive Muzik), Sara Forsberg | Dante Jones                                                                            | 3:08  |
| 3.  | Party                         | Jo Yun-gyeong                                  | Albi Albertsson, Chris Young, Shin Agnes                                               | 3:13  |
| 4.  | One Afternoon (어떤 오후)     | Hwang Hyun (MonoTree), Shin Agnes              | Hwang Hyun (MonoTree), Shin Agnes                                                      | 3:35  |
| 5.  | Show Girls (Version coréenne) | Mafly                                          | Ricky Hanley, Paul Drew, Greig Watts, Pete Barringer, Joe Killington, Katerina Bramley | 3:39  |
| 6.  | Fire Alarm                    | Kenzie                                         | Kenzie, Trinity Music                                                                  | 3:11  |
| 7.  | Talk Talk                     | Cho Yoon-kyung                                 | Mental Audio, Ylva Dimberg                                                             | 3:23  |
| 8.  | Green Light                   | Mafly                                          | The Underdogs, Mike Daley, Andrew Hey, Britany Burton, Rodnae 'Chikk' Bell             | 2:52  |
| 9.  | Paradise                      | U.F.O (Jam Factory), Mafly                     | Nermin Harambašić, Courtney Woolsey, Charite Viken, Erik Fjeld, Saima Mian             | 3:50  |
| 10. | Check                         | Mafly                                          | Teddy Riley, Lee Hyun-seung, Dominique Rodriguez, Daniel 'Obi' Klein, Engelina Larsen  | 3:26  |
| 11. | Sign                          | Kim Bu-min                                     | Hitchhiker                                                                             | 3:17  |
| 12. | Bump It (예감)                | Cho Yoon-kyung                                 | Anne Judith Wik, Ronny Svendsen, Uwe Fahrenkrog-Petersen, Greg Fizgerald               | 3:48  |

## Classement
| Classement (2015)                       | Meilleure position |
| --------------------------------------- | ------------------ |
| Japon (Oricon)                          | 11                 |
| Corée du Sud (Gaon Album Chart)         | 1                  |
| US World Albums Chart (Billboard)       | 1                  |
| US Heatseekers Albums Chart (Billboard) | 7                  |

## Ventes et certifications
| Classement            | Quantité |
| --------------------- | -------- |
| Gaon ventes physiques | 155 000  |

## Historique de sortie
| Pays         | Date         | Édition            | Format                   | Label                     |
| ------------ | ------------ | ------------------ | ------------------------ | ------------------------- |
| Corée du Sud | 18 août 2015 | Lion Heart, Part 1 | Téléchargement numérique | SM Entertainment          |
| Corée du Sud | 19 août 2015 | Lion Heart, Part 2 | Téléchargement numérique | SM Entertainment          |
| Monde entier | 19 août 2015 | Lion Heart Version | Téléchargement numérique | SM Entertainment          |
| Corée du Sud | 19 août 2015 | Lion Heart Version | CD                       | SM Entertainment KT Music |
| Corée du Sud | 26 août 2015 | You Think Version  | CD                       | SM Entertainment KT Music |